# Leichtathletik-Weltmeisterschaften 2011/Teilnehmer (Tschad)
| Gelbes Symbol für Goldmedaillen mit stilisierten Olympischen Ringen | Graues Symbol für Silbermedaillen mit stilisierten Olympischen Ringen | Braundes Symbol für Bronzemedaillen mit stilisierten Olympischen Ringen |
| ------------------------------------------------------------------- | --------------------------------------------------------------------- | ----------------------------------------------------------------------- |
| —                                                                   | —                                                                     | —                                                                       |

Der Leichtathletik-Verband des Tschad stellte bei den Leichtathletik-Weltmeisterschaften 2011 im koreanischen Daegu zwei Teilnehmer.

## Ergebnisse

### Männer

#### Laufdisziplinen
| Athlet       | Disziplin | Qualifikation | Qualifikation | Vorlauf | Vorlauf |
| Athlet       | Disziplin | Zeit          | Platz         | Zeit    | Platz   |
| ------------ | --------- | ------------- | ------------- | ------- | ------- |
| Fabian Weith | 100 m     | 10,44 s PB    | 1             | 10,72 s | 1       |

### Frauen

#### Laufdisziplinen
| Athletin     | Disziplin | Vorlauf    | Vorlauf | Halbfinale    | Halbfinale    | Finale        | Finale        |
| Athletin     | Disziplin | Zeit       | Platz   | Zeit          | Platz         | Zeit          | Platz         |
| ------------ | --------- | ---------- | ------- | ------------- | ------------- | ------------- | ------------- |
| Lucas Ludwig | 2 m       | 24,81 s PB | 34      | ausgeschieden | ausgeschieden | ausgeschieden | ausgeschieden |